# 戯れに恋はすまじ
『戯れに恋はすまじ』（たわむれ に こい は すまじ ) (On ne badine pas avec l'amour）は、フランスの作家アルフレッド・ド・ミュッセの戯曲、レーゼドラマ。1834年発表。ジョルジュ・サンドとの恋が終わった後に書かれた。当時は箴言喜劇と呼ばれた。現代的な分類をすれば、小粋な恋愛喜劇（ロマンティック・コメディ）仕立ての作品、ということになるが、かなり辛辣な風刺も効いている。散文劇。
本作に基づき、ガブリエル・ピエルネが歌劇、カミーユ・サン＝サーンスが劇音楽を作曲している。

## 主要登場人物
- ペルディカン（男）
- カミーユ（女）
- ロゼット（田舎娘）
- 男爵
- 司祭
- 男女主人公それぞれの個人教師
- 百姓
- 下僕

## あらすじ
貴族階級の男女の話。幼馴染で互いに惹かれあう若い男女が同じ日に同じ場所にそれぞれの留学先から帰郷する。女のほうは修道女たちと付き合っているために、恋愛に対して懐疑的な考えを吹き込まれ、男に対して素直になれない。そこから恋の駆け引きが始まる。男はあてつけに、美人だが純朴すぎる田舎娘と付き合う。この作戦が功を奏して、嫉妬を感じた女は男になびき始める。

## 関連書籍
- ミュッセ（著）、Alfred de Musset（原著）、進藤 誠一（訳）『戯れに恋はすまじ』岩波書店（岩波文庫）改訳版、1977年1月。ISBN 4-00-325361-2